# Mason County (Michigan)
Mason County is een county in de Amerikaanse staat Michigan.
De county heeft een landoppervlakte van 1.282 km² en telt 28.274 inwoners (volkstelling 2000). De hoofdplaats is Ludington.